# Don’t Worry, Be Happy

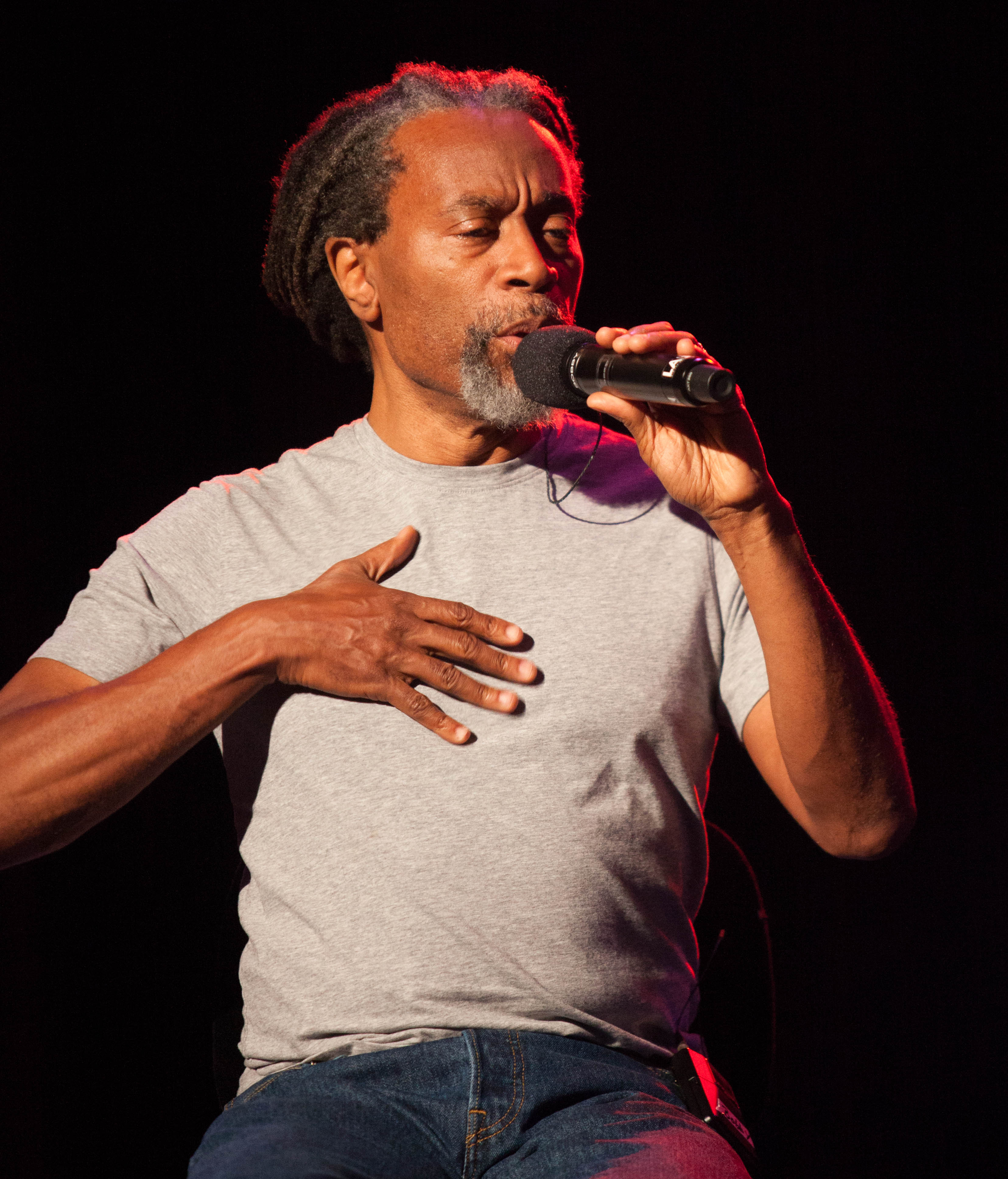
Bobby McFerrin, autor tekstu piosenki, w 2012 roku

Don't Worry, Be Happy – tytuł piosenki, autorstwa Bobby'ego McFerrina. Jej tytuł dosłownie oznacza: „Nie martw się, bądź szczęśliwy”. W oryginalnym teledysku grali Robin Williams i Bill Irwin. Autorów tej piosenki zainspirował Meher Baba – „Don't worry, be happy” było słynnym powtarzanym przez niego powiedzeniem.

## Historia
Meher Baba często powtarzał swoim uczniom i zwolennikom „Don't Worry, Be Happy”, zachęcając ich do optymizmu i nieprzejmowania się, pomimo sumiennego wykonywania własnych obowiązków. Przez niego to powiedzenie stało się bardzo popularne. W latach 60. XX wieku często pojawiało się w Stanach Zjednoczonych na plakatach. W 1988 roku Bobby McFerrin zobaczył taki plakat. Zainspirowało go to do napisania piosenki.
We wrześniu 1988 roku, piosenka ta przez dwa tygodnie miała status piosenki numer 1 na Billboard Hot 100. 1989 Grammy Awards ogłosiły tę piosenkę „Najlepszą piosenką roku”.